# Macrochaetus altamirai
Macrochaetus altamirai is een raderdiertjessoort uit de familie Trichotriidae. De wetenschappelijke naam van deze soort is voor het eerst geldig gepubliceerd in 1918 door Arévalo.